# Орлово (Херсонская область)
Орлово (укр. Орлове) — село в Кочубеевской сельской общине Бериславского района Херсонской области Украины.
Почтовый индекс — 74013. Телефонный код — 5535.

## Население
Население по переписи 2001 года составляло 653 человека.

### Языковой состав
Родной язык населения по данным переписи 2001 года:
| Язык       | Численность, чел. | Доля     |
| ---------- | ----------------- | -------- |
| Украинский | 603               | 92,34 %  |
| Русский    | 44                | 6,74 %   |
| Другое     | 6                 | 0,92 %   |
| Итого      | 653               | 100,00 % |